# Anna Alexandrowna Lapuschtschenkowa
Anna Alexandrowna Lapuschtschenkowa (russisch Анна Александровна Лапущенкова, englisch Anna Alexandrovna Lapushchenkova; * 24. Oktober 1986 in Moskau) ist eine ehemalige russische Tennisspielerin.

## Karriere
Im Oktober 2002, kurz vor ihrem sechzehnten Geburtstag, spielte Lapuschtschenkowa ihr erstes ITF-Turnier. Ab 2005 gewann sie auf ITF-Turnieren insgesamt elf Einzel- und einen Doppeltitel. Im Mai 2010 erreichte sie mit Position 93 ihre beste Platzierung in der WTA-Weltrangliste.
Auch wenn sie stets damit zu kämpfen hatte, sich für das Hauptfeld eines WTA-Turniers zu qualifizieren, so konnte sie doch bei kleineren Turnieren und in Qualifikationsrunden mehrere Top-100-Spielerinnen schlagen.

### 2010
Beim Porsche Tennis Grand Prix 2010 in Stuttgart gelang Lapuschtschenkowa über die Qualifikation der Sprung ins Hauptfeld. In der zweiten Runde schlug sie die Weltranglistenneunte Wiktoryja Asaranka mit 6:3 und 6:3, ihr erster Sieg über eine Top-Ten-Spielerin. Im Viertelfinale besiegte sie die 38. der Weltrangliste, Lucie Šafářová, mit 7:61, 1:6 und 6:1. Das Halbfinale verlor sie dann gegen Samantha Stosur trotz einer 5:2-Führung im ersten und einem Break im zweiten Satz mit 5:7, 3:6. Dennoch machte sie damit einen Sprung unter die Top 100 der Weltrangliste.
Bei den French Open scheiterte sie in der ersten Runde der Qualifikation.
In Wimbledon war sie erstmals direkt für das Hauptfeld eines Grand-Slam-Turniers qualifiziert. Sie verlor ihre Erstrundenbegegnung gegen Zwetana Pironkowa mit 0:6 und 6:77.
Ihren letzten Titel gewann Lapuschtschenkowa im August 2010 bei einem ITF-Turnier in Kasan. Ihr letztes Match auf der Damentour bestritt sie am 18. Oktober 2010 beim WTA-Turnier in Moskau, wo sie in der ersten Runde der Qualifikation scheiterte.
Seit Oktober 2011 wird sie in den Ranglisten nicht mehr geführt.

## Turniersiege

### Einzel
| Nr. | Datum              | Turnier         | Kategorie   | Belag             | Finalgegnerin          | Ergebnis       |
| --- | ------------------ | --------------- | ----------- | ----------------- | ---------------------- | -------------- |
| 1.  | 9. Juli 2006       | Schukowski      | ITF $10.000 | Sand              | Julia Solonitskaja     | 1:6, 7:5, 7:5  |
| 2.  | 24. September 2006 | Tiflis          | ITF $10.000 | Hartplatz         | Amina Rachim           | 7:60, 6:2      |
| 3.  | 12. August 2007    | Moskau          | ITF $10.000 | Sand              | Xenija Palkina         | 6:4, 6:3       |
| 4.  | 19. August 2007    | Pensa           | ITF $50.000 | Sand              | Kristina Antoniytschuk | 6:4, 6:2       |
| 5.  | 1. September 2007  | Moskau          | ITF $50.000 | Sand              | Galyna Kosyk           | 6:3, 6:1       |
| 6.  | 9. August 2008     | Moskau          | ITF $75.000 | Sand              | Anikó Kapros           | 5:1 Aufgabe    |
| 7.  | 15. November 2009  | Minsk           | ITF $50.000 | Hartplatz (Halle) | Ljudmyla Kitschenok    | 5:7, 7:63, 6:2 |
| 8.  | 7. März 2010       | Minsk           | ITF $25.000 | Hartplatz (Halle) | Lessja Zurenko         | 6:1, 3:6, 7:62 |
| 9.  | 28. März 2010      | Moskau          | ITF $25.000 | Hartplatz (Halle) | Elena Kulikowa         | 6:4, 6:2       |
| 10. | 4. April 2010      | Chanty-Mansijsk | ITF $50.000 | Teppich (Halle)   | Ljudmyla Kitschenok    | 6:2, 6:2       |
| 11. | 15. August 2010    | Kasan           | ITF $50.000 | Hartplatz         | Witalija Djatschenko   | 6:1, 2:6, 7:64 |

### Doppel
| Nr. | Datum        | Turnier | Kategorie   | Belag           | Partnerin          | Finalgegnerinnen               | Ergebnis |
| --- | ------------ | ------- | ----------- | --------------- | ------------------ | ------------------------------ | -------- |
| 1.  | 8. März 2008 | Minsk   | ITF $25.000 | Teppich (Halle) | Julija Bejhelsymer | Ima Bohusch Ksenija Mileuskaja | 6:4, 7:5 |